# Un alibi parfait
Pour plus de détails, voir Fiche technique et Distribution.
Un alibi parfait (Perfect Alibi) est un film américain réalisé par Kevin Meyer, sorti en 1995.

## Synopsis
Melanie, mariée au docteur Keith Bauers, mère de deux enfants, est une femme riche. Elle engage une jeune fille au pair, Janine. Cette dernière n'est pas insensible au charme du médecin et ils deviennent amants. Mais un meurtre vient tout chambouler.

## Fiche technique
- Titre français : Un alibi parfait
- Titre original : Perfect Alibi
- Réalisation : Kevin Meyer
- Scénario : Kevin Meyer, d'après le roman Where's Mommy Now? écrit par Rochelle Majer Krich
- Musique : Amotz Plessner
- Photographie : Doyle Smith
- Montage : David H. Lloyd
- Production : Bruce Cohn Curtis
- Société de production : Rysher Entertainment
- Pays :  États-Unis
- Langue : Anglais
- Format : Couleur - Ultra Stereo - 35 mm
- Genre : Thriller
- Durée : 98 min

## Distribution
- Teri Garr : Laney Tolbert
- Hector Elizondo (VF : Serge Blumenthal) : L'inspecteur Ryker
- Kathleen Quinlan (VF : Brigitte Aubry) : Melanie Bauers
- Lydie Denier : Janine
- Alex McArthur : Keith Bauers
- Charles Martin Smith (VF : Joël Martineau) : Franklin Dupard
- Estelle Harris : Tante Dorothy
- Gedde Watanabe : L'inspecteur Onoda
- Anne Ramsay : Paula Simpson
- Bruce McGill (VF : Marc Alfos) : L'inspecteur Spivak
- Rex Linn : Le barman
- Robert Rockwell : Jonah Kringle